# Solella de Cal Quitzo
La Solella de Cal Quitzo, en alguns mapes Soleia de Cal Guitzo, és una solana del terme municipal de Sant Quirze Safaja, a la comarca del Moianès. Pertany a l'antic poble rural de Bertí.
És en el sector oriental del terme municipal i a l'occidental del territori de Bertí, a llevant del lloc on hi havia la masia de Cal Quitzo. Es troba a la dreta del Sot de les Taules i a migdia de l'Obaga Negra.